# 丹麥醫藥署
丹麥醫藥署是丹麥衛生部的下屬機構。 
丹麥醫藥署主管丹麥醫療用品、設備、藥物、興奮劑法規，以確保丹麥的醫藥品質水準，保障每個國民的用藥安全。功能上與美國食品藥品監督管理局類似。該機構也是丹麥研發系統「Biopeople」的一員，該系統總部位於哥本哈根大學。 